# Мочанов, Юрий Алексеевич
Ю́рий Алексе́евич Моча́нов (8 ноября 1934, Ленинград — 20 октября 2020, Киев) — советский и российский археолог, доктор исторических наук, заслуженный деятель науки Российской Федерации (1995), действительный член РАЕН и Академии наук РС(Я), начальник Приленской археологической экспедиции, автор палеолитических находок, автор гипотезы о внетропической прародине человека — о становлении Homo sapiens sapiens в Якутии, последовательный критик работ академиков А. П. Окладникова и А. П. Деревянко.

## Биография
Юрий Алексеевич был курсантом Нахимовского военно-морского училища в Ленинграде.
Окончил исторический факультет Ленинградского государственного университета (1957).
С 1956 по 1964 год – лаборант, старший лаборант (на договорной основе), научно-технический сотрудник Ленинградского отделения Институт истории материальной культуры АН СССР.
С 1962 года действительный член Географического общества СССР.
С 1964 по 1995 год – младший, старший, главный научный сотрудник сектора археологии и истории досоветского общества Института языка, литература и истории Якутского филиала СО АН СССР.
В 1993 году становится членом Академии наук Республики Саха (Якутия).
С 1995 года член Нью-Йорской Академии наук.
С 1995 по 2004 год является главным научным сотрудником отдела археологии и палеоэкологии человека Института гуманитарных исследований Академии наук РС(Я).
В 1996 году становится лауреатом Государственной премии РС(Я) в области науки и техники.
С 1997 года член Международного планетарного общества (США).
С 2004 по 2017 год – заместитель директора по науке Центра арктической археологии и палеоэкологии человека Академии наук РС(Я), директор Археологического музея Северо-Восточной Азии ЦААПЧ.
Главный научный сотрудник Центра арктической археологии и палеоэкологии человека, заместитель директора по науке Института гуманитарных исследований (Якутск). Доктор исторических наук по специальности «археология» (1977, диссертация «Древнейшие этапы заселения человеком Северо-Восточной Азии»).
Являлся почетным ветераном СО АН СССР.
Скончался в Киеве 20 октября 2020 года, куда переехал к сыну из Якутска после смерти жены.

## Научная деятельность
С 1964 по 2017 год – начальник Приленской археологической экспедиции (ПАЭ).
В 1966 году Юрий Алексеевич защитил кандидатскую диссертацию на тему: «Многослойная стоянка Белькачи I и периодизация каменного века Якутии».
В 1978 году защитил докторскую диссертацию на тему: «Древнейшие этапы заселения человеком Северо-Восточной Азии».
Под  руководством Юрия Алексеевича была создана подробная археологическая карта Якутии, впервые опубликованная в 1983 г.
Автор около 230 научных работ, в том числе 9 монографий. Многие из его научных работ опубликованы в США, Канаде, Японии, Китае, Франции и других странах.
Под руководством Ю. А. Мочанова Приленская археологическая экспедиция исследовала регион Северо-Восточной Азии от бассейна р. Енисей на западе до Тихоокеанского побережья на востоке и от островов Ледовитого океана на севере до бассейна р. Амур на юге. Открыто и исследовано более 1000 археологических памятников (стоянок древнего человека) от древнейшего палеолита до раннеякутской культуры XVIII века. Экспедиции Мочанова удалось обнаружить на берегу Лены в Диринг-Юряхе каменные орудия дирингской культуры, сделанные 260—370 тыс. лет назад. Мочановым была открыта верхнепалеолитическая дюктайская культура.

## Основные работы
- Древнейший палеолит Диринга и проблема внетропической прародины человека. Новосибирск, 1992.
- Внетропическая прародина человечества и древнейшие этапы заселения человеком Америки. Доклад для Международного Северного археологического конгресса. Якутск, 2002 ISBN 5-93254-021-4
- Сокровища Диринг-Юряха (в соавт. с С. Федосеевой)
- Мочанов Ю. А. Многослойная стоянка Белькачи I и периодизация каменного века Якутии: Автореф. дис.: канд. ист. наук. — М., 1966. — 20 с.
- Мочанов Ю. А. Ранний неолит Алдана // Советская археология. — 1966. — № 2. — С. 126—136.
- Мочанов Ю. А. Палеолит Алдана (предварительное сообщение) // Сб. научных статей / Якут. респ. краевед. музей им. Ем. Ярославского. — Якутск, 1966. — Вып. 4. — С. 209—211.
- Мочанов Ю. А. Палеолит Алдана // Доклады и сообщения археологов СССР на VII Междунар. конгр. доисториков и протоисториков. — М., 1966. — С. 68 — 71.
- Мочанов Ю. А. Многослойная стоянка Белькачи I и периодизация каменного века Якутии. — М., 1969. — 254 с.
- Мочанов Ю. А. Древнейшие этапы заселения Северо-Восточной Азии и Аляски (к вопросу о начальных миграциях человека в Америку) // Сов. этнография. — 1969. — № 1. — С. 79 — 86.
- Мочанов Ю. А. Дюктайская верхнепалеолитическая культура и некоторые аспекты ее генезиса // Сов. археология, 1969. — № 4. — С. 235—239.
- Мочанов Ю. А. Новые данные о берингоморском пути заселения Америки (стоянка Майорыч — первый верхнепалеолитический памятник в долине Колымы) // Сов. этнография. — 1972. — № 2. — С. 98 — 101.
- Мочанов Ю. А. Древнейшие этапы заселения Америки в свете изучения дюктайской палеолитической культуры Северо-Восточной Азии // Доклады советской делегации на IX Международном конгрессе антропологических и этнографических наук (Чикаго, сентябрь, 1973 г.) — М., 1973. — 20 с.
- Мочанов Ю. А. Стратиграфия и абсолютная хронология палеолита Северо-Восточной Азии (по данным работ 1963—1973 гг.) // Якутия и ее соседи в древности: Тр. ПАЭ. — Якутск, 1975. — С. 9 — 30.
- Мочанов Ю. А. Палеолит Сибири (некоторые итоги изучения) // Берингия в кайнозое. — Владивосток, 1976. — С. 540—563.
- Мочанов Ю. А. Древнейшие этапы заселения человеком Северо-Восточной Азии. — Новосибирск: Наука, 1977. — 264 с.
- Мочанов Ю. А. Древнейший палеолит Диринга и проблема внетропической прародины человечества. — Новосибирск, 1992. — 254 с.
- Мочанов Ю. А. Начальный этап изучения палеолита Северо-Восточной Азии (концепции А. П. Окладникова до открытия дюктайской палеолитической культуры) // Археологические исследования в Якутии: Тр. ПАЭ. — Новосибирск, 1992. — С. 3 — 20.
- Мочанов Ю. А. За кулисами дописьменной истории Якутии (35 лет Приленской археологической экспедиции) // Газ. «Московский комсомолец в Якутии». — 28 окт. — 1999.
- Мочанов Ю. А., Федосеева С. А. Основные этапы древней истории Северо-Восточной Азии // Берингия в кайнозое. — Владивосток, 1976. — С. 515—539.
- Мочанов Ю. А., Федосеева С. А. Ноосфера и археология // Наука и техника в Якутии. — 2001. — № 1. — С. 28 — 33.
- Мочанов Ю. А., Федосеева С. А. Археология, палеолит Северо-Восточной Азии, внетропическая прародина человечества и древнейшие этапы заселения человеком Америки. — Якутск, 2002. — 60 с.
- Мочанов Ю. А., Федосеева С. А., Романова Е. Н., Семенцов А. А. Многослойная стоянка Белькачи I и ее значение для построения абсолютной хронологии древних культур Северо-Восточной Азии // По следам древних культур Якутии (Труды ПАЭ). — Якутск, 1970. — С. 10 — 31.
- Мочанов Ю. А., Федосеева С. А. и др. Археологические памятники Якутии. Бассейны Алдана и Олекмы. — Новосибирск, 1983. — 392 с.
- Мочанов Ю. А., Федосеева С. А. и др. Археологические памятники Якутии. Бассейны Вилюя, Анабара и Оленека. — М., 1991. — 224 с.
- Mochanov Yu. A. Paleolithique de l’Aldan et le probleme du peuplement de l’Amerique. — In: VIII congress JNQUA. P., 1969. P. 153.
- Mochanov Yu. A. The Bel’kachinsk neolithic culture on the Aldan. — Acrtic Antropology. — Madison, USA. — 1969. — V. 6. — N 1. — P. 104—114.
- Mochanov Yu. A. The early neolithic of the Aldan. — Acrtic Antropology. — Madison, USA. — 1969. — V. 6. — N 1. — P. 95 — 103.
- Mochanov Yu. A. The Ymyiakhtach late neolithic culture. — Acrtic Antropology. — Madison, USA. — 1969. — V. 6. — N 1. — P. 115—118.
- Mochanov Yu. A. Stratigraphy and absolute chronology of the palaeolithic of Northeast Asia // Early Man in America. — Edmonton, 1978. — P. 54 — 66.
- Mochanov Yu. A. Palaeolithic finds in Siberia (resume of studies) // Beringia in the cenozonic era. — Rotterdam, New Delhi, 1986. — P. 694—724.
- Mochanov Yu. A., Fedoseeva S. A. Main periods in the Ancient History of North-East Asia // Beringia in the cenozonic era. — Rotterdam, New Delhi, 1986. — P. 689—693.
- Mochanov Yu. A., Fedoseeva S. A. Western Beringia: Aldan River Valley, Priokhotye, Kolyma River Basin // American Beginnings. The Prehistory and palaeoecology of Beringia. — Chicago and London, 1996. — P. 157—227.

## Награды и звания
Действительный член Академии наук Республики Саха (Якутия), Нью-Йоркской Академии наук, Географического общества России, Географического общества США, Международного планетарного общества (США), член Международного координационного совета Проблемы историко-культурной среды Арктики, Бюро Национального Комитета ЮНЕСКО.
Удостоен звания «Заслуженный деятель науки Российской Федерации» за вклад в историческую науку.

## Личная жизнь
Отец —  востоковед, турковед, переводчик, кандидат исторических наук, воевал в Первой Мировой и Гражданской войнах, участник знаменитого Брусиловского прорыва (1916 г.) Мочанов Алексей Ефимович. Мать — библиотекарь Мочанова Роза Яковлевна.
Дочь от первого брака — актриса Наталья Данилова (род. 25 сентября 1955).
Вторая жена — археолог Светлана Федосеева (6 августа 1936 — 30 июля 2017). Сын — Алексей Мочанов (род. 18 января 1969), украинский автогонщик, журналист и телеведущий.